# 김숙현
김숙현(1917년 4월 14일~2003년 10월 27일)은 대한민국의 정치인이다. 제8·11·12대 국회의원을 지냈다.

## 역대 선거 결과
|  | 28.22% |

|  | 45.46% |

|  | 62.87% |

|  | 16.33% |

|  | 39.94% |

|  | 33.48% |

|  | 21.61% |